# Uropeltis rajendrani
Uropeltis rajendrani — вид змій з родини щитохвостих (Uropeltidae). Описаний у 2020 році.

## Назва
Вид названо на честь доктора Маріа Вісвасам Раджендрана (2 листопада 1916 — 6 серпня 1993) за його внесок у дослідження щитохвостих змій Тамілнаду.

## Поширення
Ендемік Індії. Відомий лише з кількох пагорбів на півдні Східних Гат в околиця міста Намаккал та сусідньому окрузі Салем штату Тамілнад. Живе у вологих лісах.